# Rueda (tortura)

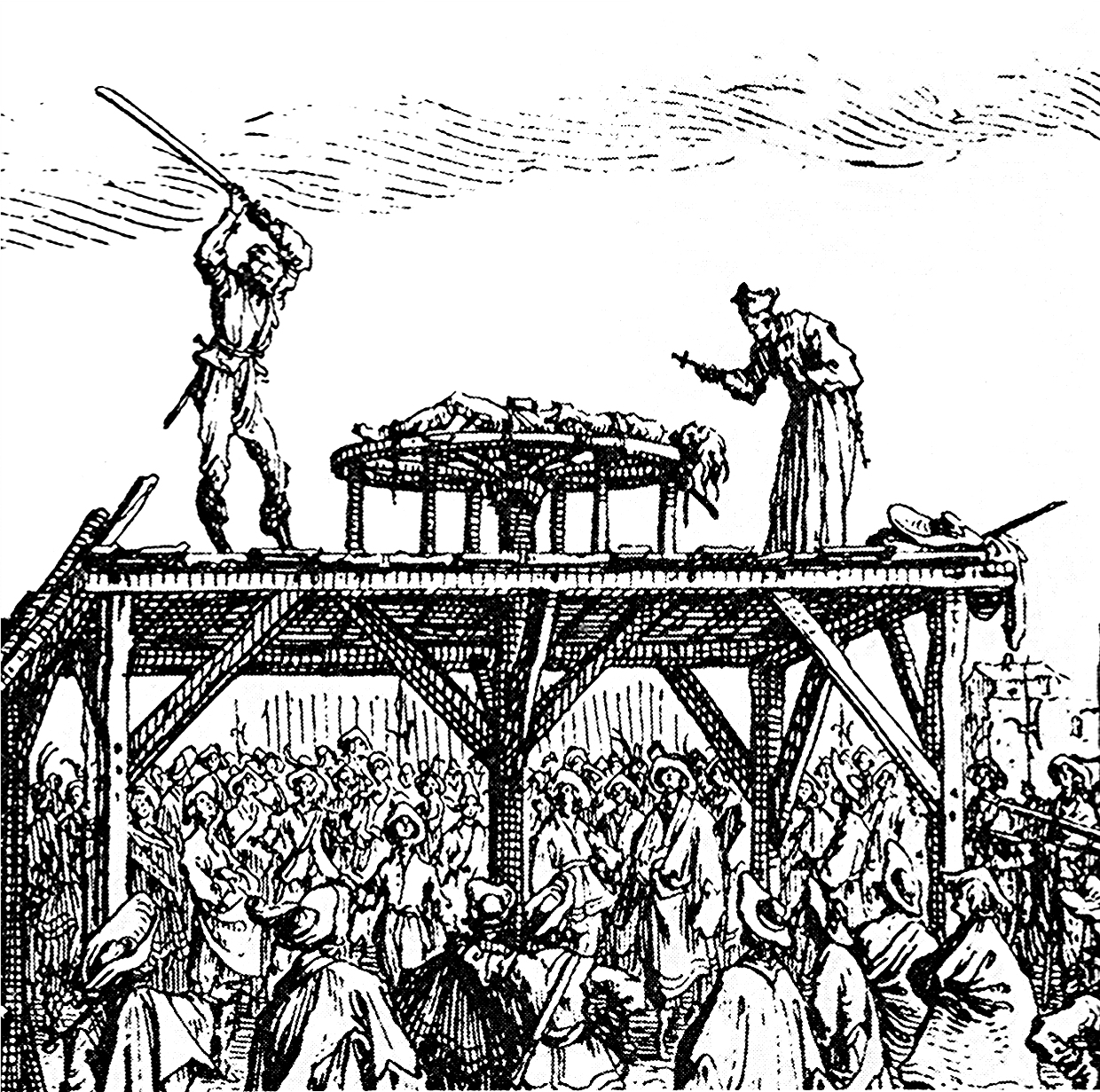
Les Misères et les Malheurs de la guerre de Jacques Callot, 1633.

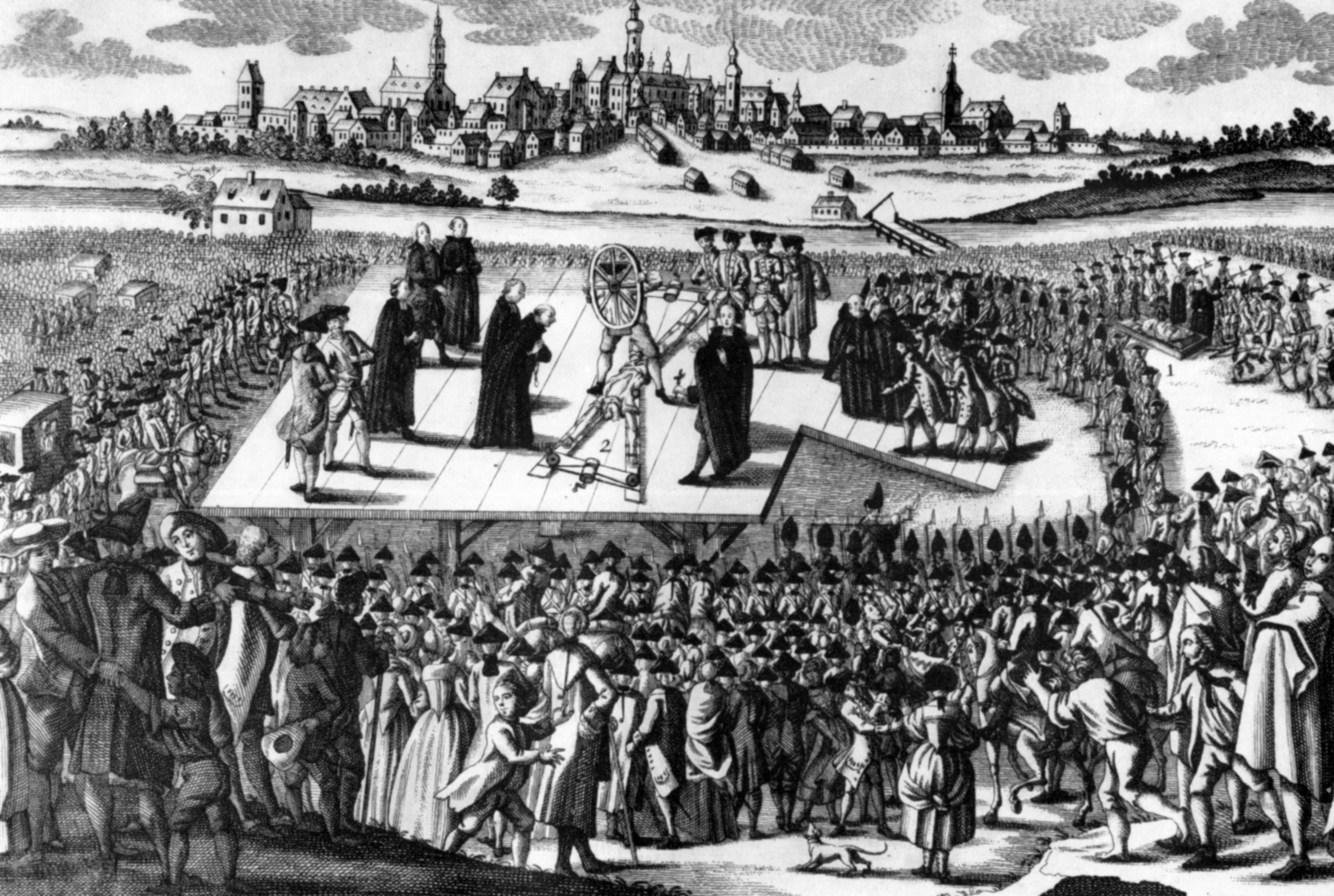
Ejecución de Matthias Klostermayr en 1771.

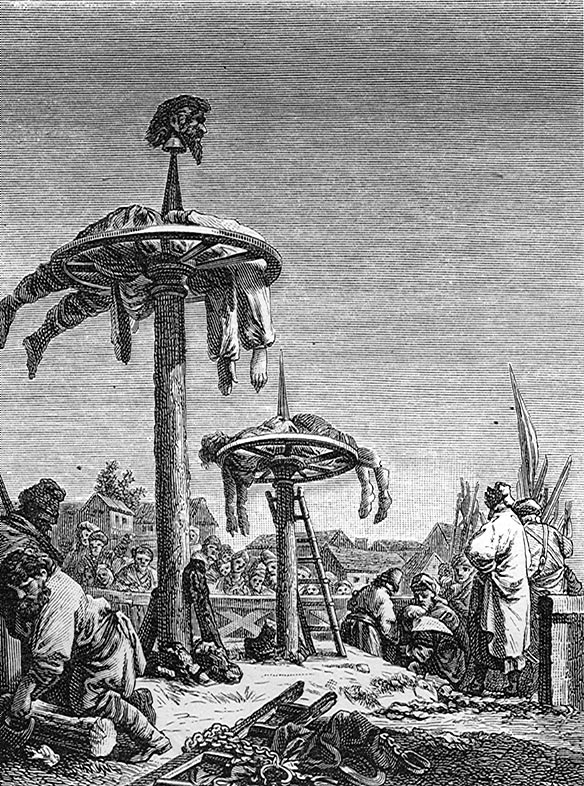
Ejecución en la rueda, grabado de principios del.

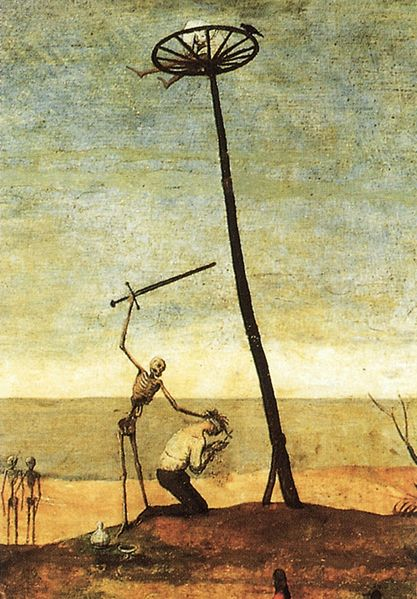
El triunfo de la muerte, de Peter Brueghel el Viejo.

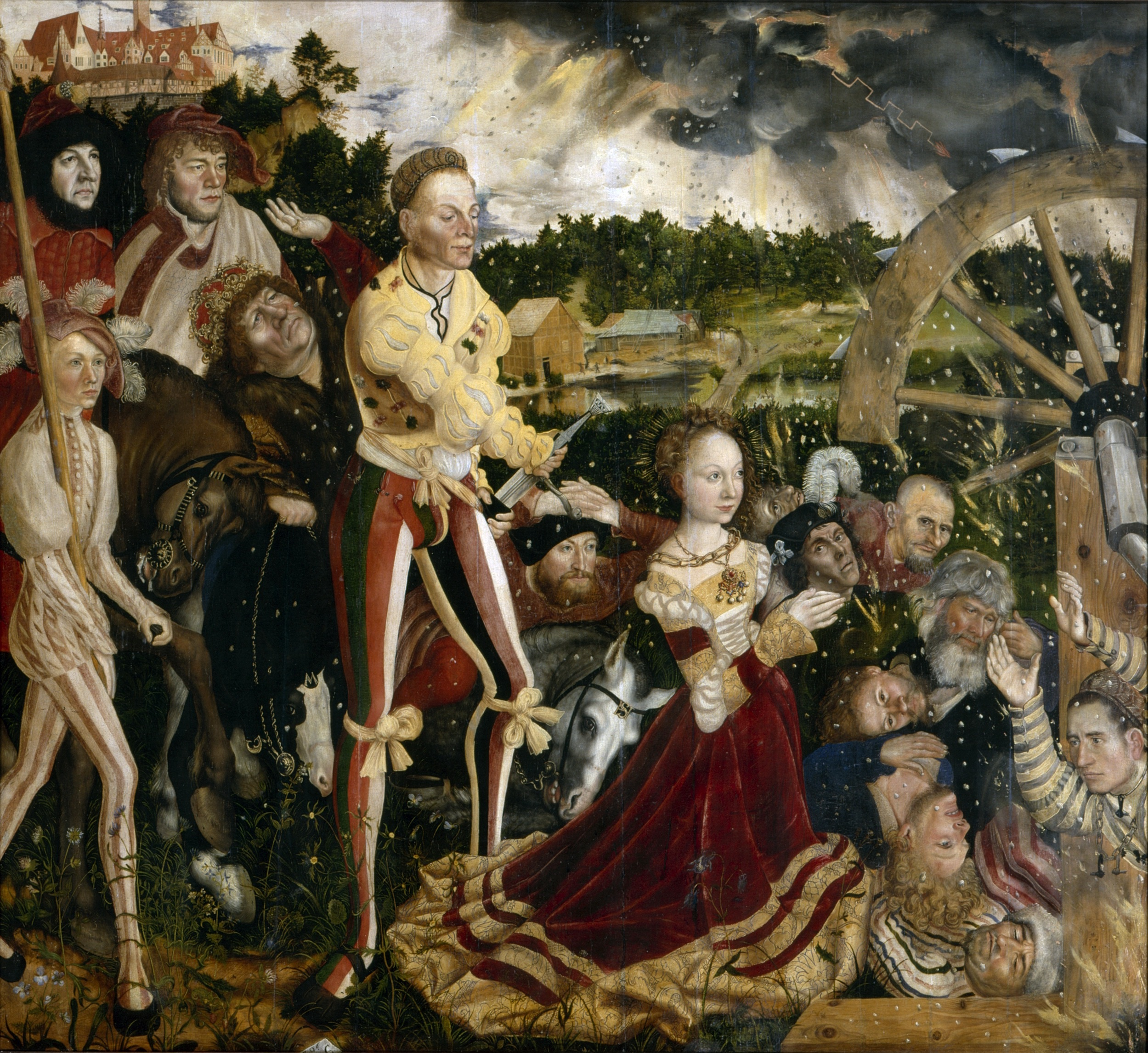
Martirio de Santa Catalina, de Lucas Cranach el Viejo.

La rueda  fue un método de suplicio y ejecución empleado en Europa (especialmente en Suecia, Países Bajos, Francia, Italia, Escocia y Alemania) desde la Edad Media y durante la época moderna hasta la última ejecución registrada en 1841 en Prusia. 
El método era usado como complemento a la pena capital común en casos de delincuencia grave, por ejemplo, traición y homicidio agravado, empleando un elemento de tortura para horrorizar.

## Descripción del suplicio
La  primera parte de la tortura consistía en atar firmemente al reo a un banco o a una cruz (para acceder con comodidad a las extremidades), tras lo cual el verdugo procedía a romper, mediante una barra de hierro o cualquier otro instrumento similar, todos los huesos y articulaciones del condenado. La operación debía hacerse con cierta técnica, pues era preceptivo que el condenado no muriera por un derrame interno. No se le golpeaba por eso la cabeza, que quedaba intacta. El objetivo era que las extremidades pudieran ser dobladas y dislocadas por numerosos sitios.

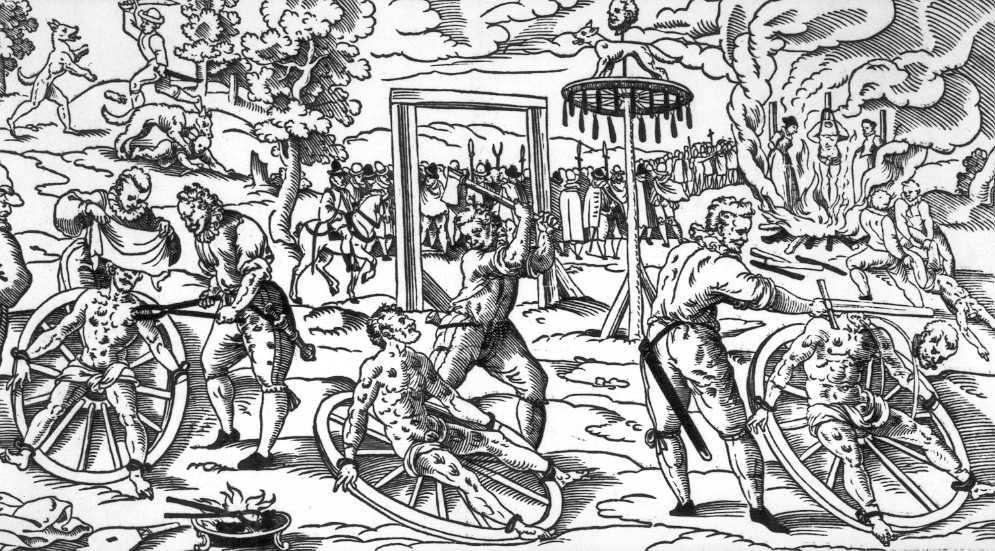
Grabado en madera que muestra el empleo de la rueda en Holanda.

Tras esto, el reo era colocado en una rueda de carro, de manera que los tobillos tocaran la cabeza, para lo cual las piernas debían dislocarse hacia arriba, poniéndose los brazos de manera que recorrieran toda la longitud de la circunferencia. Tras esto, se enganchaba la rueda a un eje que a su vez se clavaba en el suelo, quedando la rueda elevada y en posición horizontal, con el condenado sobre ella.
Si tenemos en cuenta que al reo también se le rompían las costillas, lo que hacía que la respiración fuera extremadamente penosa, la condena a «ser quebrado de arriba abajo y luego llevado a la rueda» significaba una muerte lenta y dolorosa que se podía prolongar durante horas, e incluso hasta un día.

## El milagro de Santa Catalina
Santa Catalina fue una mártir cristiana que, según la tradición, fue una virgen de Alejandría del siglo IV, dotada tanto de agudo ingenio y sabiduría como de fortaleza de ánimo. El emperador Maximiano ordenó su ejecución en la rueda, pero cuando el cuerpo de Catalina tocó la madera de la rueda, esta se rompió, según su hagiografía; entonces el emperador ordenó decapitación.